# Các nhóm sắc tộc tại Cameroon
Cameroon có một dân số cực kỳ không đồng nhất, bao gồm khoảng 250 dân tộc. Người cao nguyên Cameroon chiếm đa số ở 38% tổng dân số. Chúng bao gồm Bamileke và Bamoun. Các dân tộc rừng nhiệt đới ven biển, bao gồm Bassa, Douala, và nhiều thực thể nhỏ hơn chiếm khoảng 12% dân số. Trong khu rừng nhiệt đới phía nam, các nhóm dân tộc bao gồm E bận, Bulu và Fang (tất cả các nhóm phụ Beti), và Makaa và Pygmies (tên chính thức là người Baka). Họ chiếm khoảng 18 phần trăm dân số. Người Fula (Tiếng Fula: Fulɓe; tiếng Pháp: Peul hoặc Peuhl) chiếm khoảng 14% dân số và người Kirdi chiếm khoảng 18%.